# 棘臂蛙
棘臂蛙（学名：Nanorana liebigii）为无尾目两栖动物。舊屬蛙科蛙属，今屬叉舌蛙科倭蛙属。本物種分佈於喜马拉雅山脉，見於中国大陆西藏自治区南部、不丹、锡金、印度北部及尼泊尔，多生活于小流溪。其生存的海拔范围为1880至3900米。该物种的模式产地在尼泊尔。本物種的种加词源於。他很可能是當時德意志邦聯的生物學家及化學家尤斯图斯·冯·李比希。

## 形態描述
棘臂蛙是一類體型頗大的蛙類：雄性成蛙吻肛長約為67—103 mm（2.6—4.1英寸），而雌性成蛙則有90—118 mm（3.5—4.6英寸）。身體很結實。頭寬大於身長，吻部呈圓形。鼓膜隱約可見。腳趾完全有蹼。皮膚粗糙，背部和兩側散佈著疣。
其蝌蚪的尾巴很長，是身體的兩倍長，最大總長度約為82 mm（3.2英寸）。

## 棲息地及保育

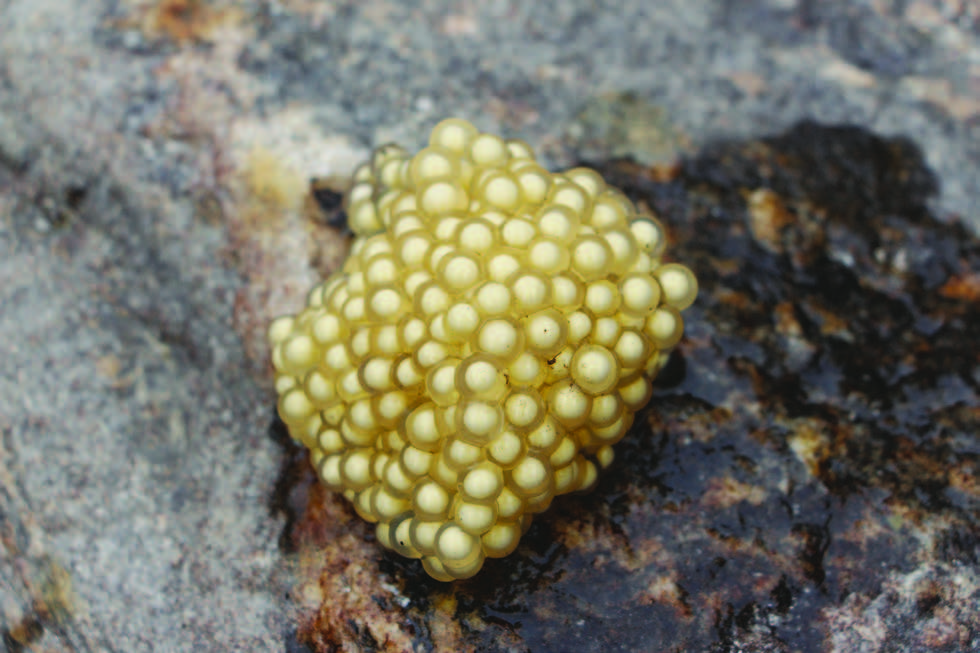
在溪流中產下的一窩蛙卵

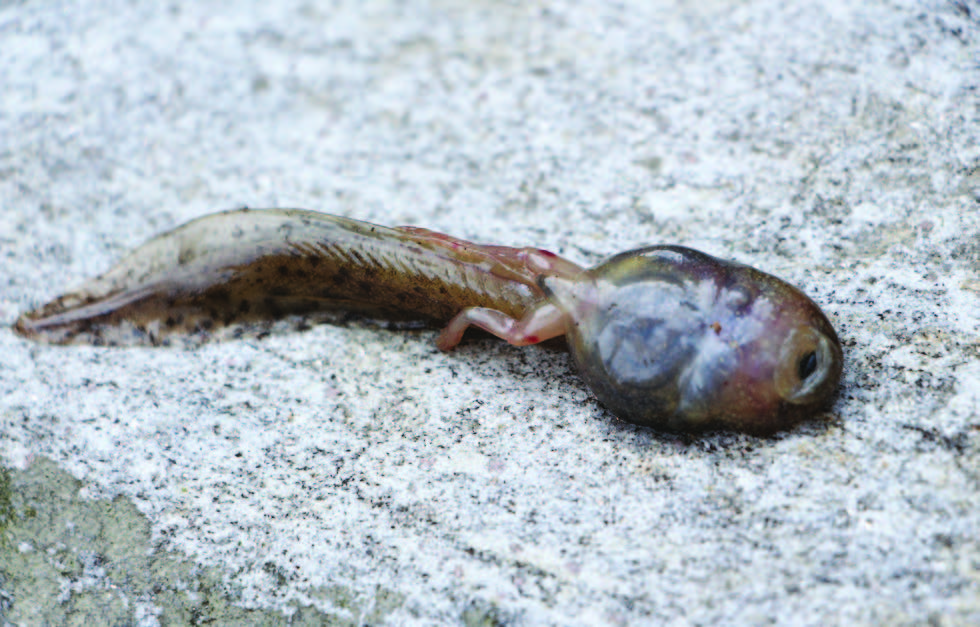
變態中的蝌蚪

棘臂蛙棲息於平均海拔1,500—3,500米（4,900—11,500英尺）的高海拔灌木叢的溪流中。繁殖發生在溪流中，卵會在水中的石頭下生產。一窩蛙卵包含大約80-140顆白色的卵。據報導，雄性會保護卵，但這種行為並不普遍。
棘臂蛙在其分佈範圍的部分地區很常見，但在西藏被認為是罕見的。由於灌木叢的清理和水道管理的變化，如水壩建設，它在當地受到[[棲息地破壞]棲息地喪失]]的威脅。此外，在尼泊爾，有人會收集棘臂蛙以供人類食用，據稱還具有治療作用，而這種做法會導致物種的局部耗盡。現時棘臂蛙在一些保護區域仍然存活，包括西藏的亞東國家級自然保護區、印度的Dihang-Dibang Biosphere Reserve及尼泊爾的馬納斯魯峰保護區。現時棘臂蛙在印度屬於受保護的物種。

## 外部連結
- 維基物種上的相關：棘臂蛙